# Punta Defrancisco
Punta Defrancisco ist eine Landspitze im Südwesten von Hoseason Island im Palmer-Archipel westlich der Antarktischen Halbinsel.
Argentinische Wissenschaftler benannten sie. Der weitere Benennungshintergrund ist nicht überliefert.